# Eliduc
Eliduc (im Manuskript eigentlich Guildeluec und Guilliadon) ist der Titel des zwölften und letzten Lais in Marie de France’ Sammlung, die sie um 1170 auf Anglonormannisch in achtsilbigen Verspaaren aufschrieb. Eliduc ist mit 1184 Versen das längste ihr zugeschriebene Gedicht.

## Inhalt
Ritter Eliduc in Brittany ist königstreu und genießt deshalb viele Vorzüge. Neidisch verleumden ihn andere Ritter beim König, der ihn verbannt. Eliduc übergibt sein Land seiner treuen Frau Guildeluec und geht nach „Logres“ (Lloegr ist die walisische Bezeichnung für England). Er hört von einem König bei Exeter, der nur eine Tochter hat und ihretwegen von einem anderen belagert wird. Eliduc verhilft dem König zum Sieg. Dessen Tochter Guilliadon schickt ihm einen Gürtel und einen Ring, in Liebe leben sie zusammen. Dann hört Eliduc, dass sein früherer König ihn braucht. Guilliadon will ihn begleiten, doch er überzeugt sie, ihm ein Datum zu setzen. Seine frühere Frau merkt schon, dass etwas nicht stimmt. Als der Termin kommt, brennt er mit Guilliadon durch. Auf See tobt ein Sturm. Ein Schiffer verrät ihr, dass Eliduc eine Frau hat. Guilliadon bricht zusammen. Eliduc wirft den Schiffer über Bord, der Sturm endet. Im Wald will er Guilliadon begraben und lässt sie in der Kapelle eines ebenfalls verstorbenen Einsiedlers, um später ein Kloster dort zu bauen. Seine Frau Guildeluec schickt ihm einen Diener nach, als er wieder in der Kapelle trauert. Sie versteht gleich, was los ist, und trauert auch. Zwei Wiesel kommen, der Diener tötet eines, das andere holt eine Zauberblume und belebt es wieder. Guildeluec sieht es und erweckt damit die Tote. Die weiß nicht, wen sie vor sich hat, und erzählt ehrlich, dass sie von Eliducs Ehe nichts wusste. Guildeluec verzeiht. Sie gibt Eliduc frei, der glücklich mit Guilliadon lebt. Später gehen alle ins Kloster.

## Bemerkungen
Die Schiffspassage erinnert natürlich an Jona. Zur Verleumdung beim König vgl. das später beliebte Märchen Corvetto. Die Brüder Grimm erwähnen den Lai in der Anmerkung zu ihrem Märchen Die drei Schlangenblätter.